# فرانسيسكو هرنانديز دي كوردوبا (مؤسس نيكارغوا)
فرانسيسكو هرنانديز دي كوردوبا (بالإسبانية: Francisco Hernández de Córdoba)‏ (1475 ؟ - 1526) غالبا ما يعتبر مؤسس نيكاراغوا، وفي الحقيقة هو مؤسس إثنين من أكبر مدن نيكاراغوا وهما غرانادا وليون (León). وتسمى عملة نيكاراغوا بـ «كوردبا نيكاراغوا» تخليدا لذكراه.
ذهب عام 1514 مع بيدرو أرياس دي أفيلا إلى برزخ بنما حيث ذهب ليستولي على نيكاراغوا من مكتشفها خيل غونزاليس دي أفيلا وبعد تأسيسه بلدتي غرانادا وليون واكتشافه بحيرة نيكاراغوا تقاتل مع هرنان كورتيز وأعدمه بدرو أرياس عام 1526.